# Cannobino
De Cannobino is een kleine rivier of beek in de provincie Verbano-Cusio-Ossola in de regio Piëmont in Noord-Italië die door de lokale bevolking vaak eenvoudigweg 'Il Fiume' (de rivier) wordt genoemd.

## Stroomgebied
De Cannobino ontspringt op de hellingen van de Italiaanse Alpen in de omgeving van de Cima della Laurasca (2195 m) en slingert zich door de Valle Cannobina. De eerste 20 kilometer bedraagt de breedte van de beek niet meer dan een meter of tien, maar naast het kerkje Sant'Anna in het dorpje Traffiume stroomt het water door een vele meters diepe kloof om uit te komen in een bijna 100 meter breed en enkele meters diep natuurlijk waterbassin. Hierna slingert de beek zich via een ruim 50 meter brede bedding door het stadje Cannobio om ten slotte uit te monden in het Lago Maggiore (192m).
Op deze ongeveer 25 kilometer lange reis zijn de volgende gemeente doorkruist: Malesco, Cursolo-Orasso, Gurro, Falmenta, Cavaglio-Spoccia en tot slot Cannobio.

## Torrente
Over het algemeen is de beek een rustig voortkabbelend stroompje, maar meerdere malen per jaar neemt de toestroom van water vanuit de bergen plotseling sterk toe, waardoor de beek verandert in een woeste watermassa. Om deze reden wordt de Cannobino in het Italiaans dan ook een 'torrente' genoemd.

## Recreatie
De Cannobino wordt hoofdzakelijk gebruikt ten behoeve van recreatie. Meerdere campings en hotels zijn aan de oevers gesitueerd en bij de kloof bij Sant'Anna is de rivier breed en diep genoeg om te duiken, te zwemmen en met rubberbootjes te bevaren.